# تپه گرگه چیا
تپه گرگه چیا مربوط به دوره نوسنگی است و در شهرستان گیلانغرب، بخش گواور، دهستان حیدریه، ۴۰۰ متری جنوب غربی روستای سوخورفرهادی واقع شده و این اثر در تاریخ ۲۷ اسفند ۱۳۸۶ با شمارهٔ ثبت ۲۲۳۷۳ به‌عنوان یکی از آثار ملی ایران به ثبت رسیده است.